# Eduard Prades
Eduard Prades Reverter (Alcanar, Tarragona, 9 de agosto de 1987) es un ciclista español que compite con el Caja Rural-Seguros RGA.

## Trayectoria
Empezó corriendo en equipo andorrano Andorra-Grandvalira, tras su desaparición en 2010 fue a correr al Azysa amateur junto a su hermano. Ese año ganó el Gran Premio Macario.
En 2012 ganó la prueba del Memorial Valenciaga y se proclamó campeón de la Copa de España élite / sub-23.
En 2013 fichó por el equipo portugués OFM-Quinta da Lixa, con el que logró finalizar en quinto lugar en el Campeonato de España en Ruta.
En 2014 fichó para la temporada 2015 por el equipo navarro Caja Rural-Seguros RGA, con el que consiguió una victoria en la Volta a Portugal y se proclamó vencedor de la Coppa Sabatini ese mismo año.
El 19 de octubre de 2018 el Movistar Team anunció su incorporación al equipo para 2019.
Tras dos años en el equipo telefónico, de cara a 2021 fichó por el Team Delko.

## Palmarés
2013
- Gran Premio Torres Vedras-Trofeo Joaquim Agostinho, más 1 etapa

2014
- 1 etapa de la Vuelta al Alentejo

2015
- 1 etapa de la Vuelta a Portugal
- Coppa Sabatini

2016
- 1 etapa del Gran Premio Internacional de Fronteras y la Sierra de la Estrella
- The Philadelphia Cycling Classic

2018
- Tour de Noruega[9]
- Tour de Turquía

2019
- 1 etapa del Tour La Provence
- Vuelta a Aragón

2024
- Vuelta al Alentejo, más 1 etapa

## Resultados en Grandes Vueltas y Campeonatos del Mundo
| Carrera         | Carrera         | 2009 | 2010 | 2011 | 2012 | 2013 | 2014 | 2015 | 2016  | 2017 | 2018 | 2019 | 2020 | 2021 | 2022 | 2023 | 2024 |
| --------------- | --------------- | ---- | ---- | ---- | ---- | ---- | ---- | ---- | ----- | ---- | ---- | ---- | ---- | ---- | ---- | ---- | ---- |
|                 | Giro de Italia  | —    | —    | —    | —    | —    | —    | —    | —     | —    | —    | —    | —    | —    | —    | —    | —    |
|                 | Tour de Francia | —    | —    | —    | —    | —    | —    | —    | —     | —    | —    | —    | —    | —    | —    | —    | —    |
|                 | Vuelta a España | —    | —    | —    | —    | —    | —    | —    | 127.º | —    | 68.º | —    | —    | —    | —    | —    | —    |
| Mundial en Ruta | Mundial en Ruta | —    | —    | —    | —    | —    | —    | —    | —     | —    | —    | —    | —    | —    | 87.º | —    | —    |

—: no participa

Ab.: abandono